# بيدرو مونيوث (لاعب كرة قاعدة)
بيدرو مونيوث (بالإنجليزية: Pedro Muñoz)‏ هو لاعب كرة قاعدة أمريكي، ولد في 19 سبتمبر 1968 في بونس، بورتوريكو في الولايات المتحدة.

## وصلات خارجية
- بيدرو مونيوث على موقعبيزبول رفرنس.كوم (الدوري الرئيسي) (الإنجليزية)
- بيدرو مونيوث على موقعبيزبول رفرنس.كوم (الدوري الثانوي) (الإنجليزية)
- بيدرو مونيوث على موقع مشجعي الرسوم البيانية (الإنجليزية)